# Liste des ghettos juifs pendant la Seconde Guerre mondiale

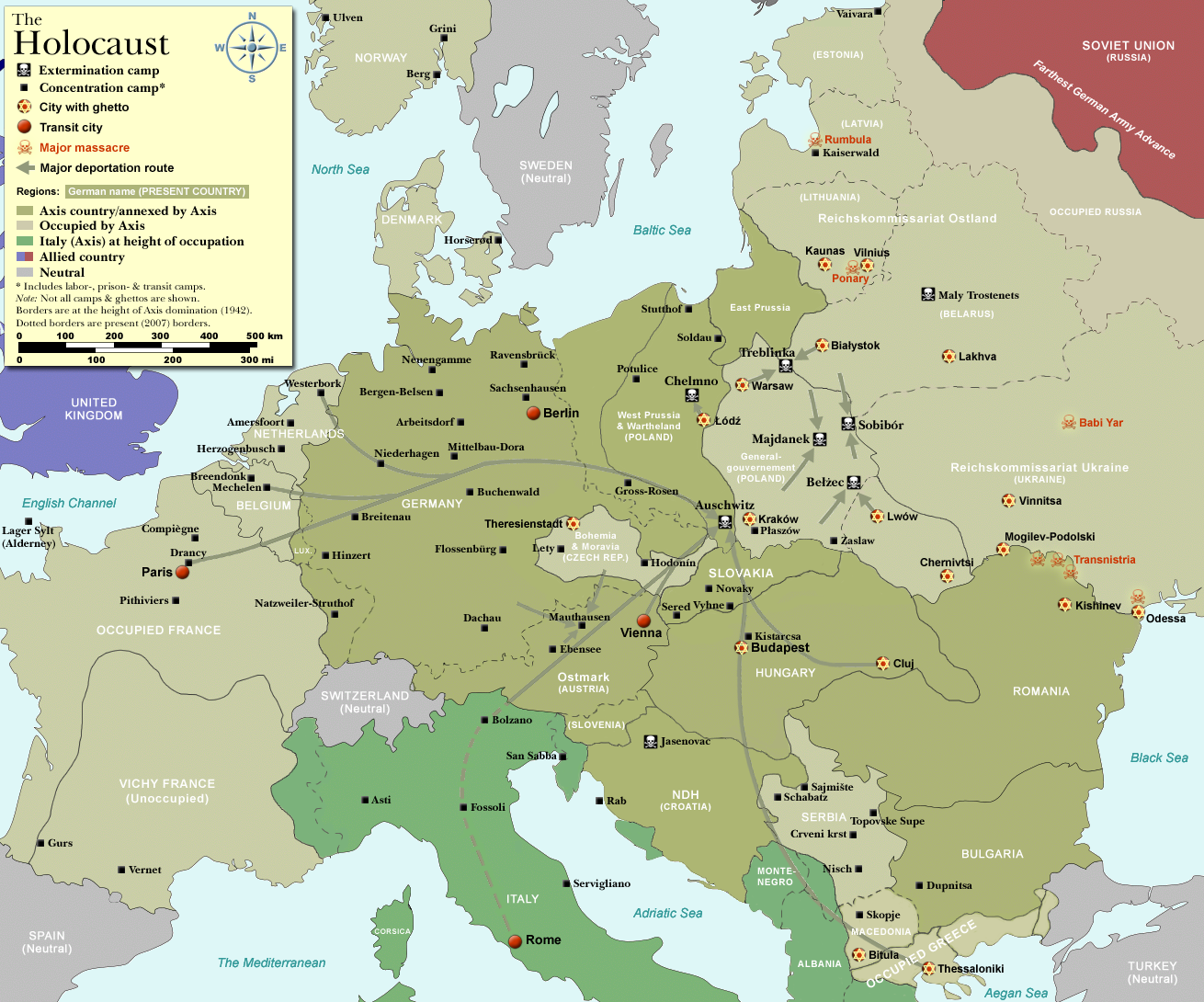
Des ghettos établis par les nazis pour y confiner les Juifs sont présents sur l'ensemble du continent européen. Les prisonniers sont ensuite convoyés vers les camps de concentration.

Cet article dresse une liste partielle des ghettos juifs créés par les nazis visant à isoler, exploiter et, à terme, assassiner le peuple juif (ainsi que parfois le peuple rom) sur les territoires sous contrôle allemand. La plupart de ces ghettos sont établis par le Troisième Reich au cours de la Seconde Guerre mondiale. Au total, selon les archives de l'United States Holocaust Memorial Museum, « les Allemands ont créé au moins 1 000 ghettos rien qu'en Pologne occupée et en Union soviétique ». Par conséquent, les exemples listés ci-dessous ne servent qu'à illustrer l'étendue de ces ghettos sur l'ensemble de l'Europe de l'Est et de l'Europe de l'Ouest.

## En Europe
Le continent a compté d'importants ghettos, créés par les nazis, où les Juifs étaient confinés. Ces ghettos sont ensuite liquidés via les trains de la Shoah, qui convoient les victimes impuissantes dans les camps de concentration ou les centres d'extermination que les nazis ont bâtis sur le territoire de la Pologne occupée.

### Pologne sous occupation allemande
Après l'invasion de la Pologne en 1939, le Troisième Reich impose un nouveau système de ghetto, à peu près entre octobre 1939 et juillet 1942, afin d'enfermer la population juive de Pologne, soit environ 3,5 millions de personnes, afin de lui infliger des persécutions, des traitements cruels et l'exploitation. Le ghetto de Varsovie est le plus vaste d'Europe occupée : plus de 400 000 personnes s'y entassent, sur une superficie de 3,4 km2, soit 7,2 personnes par pièce. Le ghetto de Łódź est le deuxième par la taille : 16 000 prisonniers y sont enfermés.
Une liste plus complète de 270 ghettos, avec le nombre approximatif de prisonniers, les dates de création et de liquidation, ainsi que les itinéraires de déportation vers les centres d'extermination nazis, est présente sur la page Ghettos juifs en Pologne occupée par les nazis. Ci-dessous quelques exemples à titre indicatif. 
- ghetto de Baranavitchy, aujourd'hui en Biélorussie
- ghetto de Będzin, théâtre d'un soulèvement
- ghetto de Białystok, théâtre d'un soulèvement
- ghetto de Borchtchiv (en), aujourd'hui en Ukraine
- ghetto de Brest, aujourd'hui en Biélorussie
- ghetto de Boutchatch, aujourd'hui en Ukraine
- ghetto de Częstochowa, théâtre d'un soulèvement
- ghetto de Tchortkiv, aujourd'hui en Ukraine
- ghetto de Drohobytch, aujourd'hui en Ukraine
- ghetto de Grodno, aujourd'hui en Biélorussie
- ghetto d'Izbica
- ghetto de Kielce
- ghetto de Kolomya, aujourd'hui en Ukraine
- ghetto de Kostopil, aujourd'hui en Ukraine
- ghetto de Cracovie (Krakau)
- ghetto de Lakhva, théâtre d'un soulèvement ; aujourd'hui en Biélorussie
- ghetto de Lida, aujourd'hui en Biélorussie
- ghetto de Łódź (Litzmannstadt)
- ghetto de Łomża
- ghetto de Lubartów
- ghetto de Lublin
- ghetto de Loutsk, théâtre d'un soulèvement ; aujourd'hui en Ukraine
- ghetto de Lwów (Lemberg), aujourd'hui en Ukraine ; lieu des pogroms de 1941
- ghetto de Międzyrzec Podlaski (Mezritsh), aujourd'hui en Lituanie
- ghetto de Mińsk Mazowiecki (Novominsk)
- ghetto de Mizotch, aujourd'hui en Ukraine
- ghetto de Navahroudak, aujourd'hui en Biélorussie
- ghetto de Nowy Sącz (20 personnes par pièce)
- ghetto d'Olyka
- ghetto d'Opatów
- ghetto de Pinsk, aujourd'hui en Biélorussie
- ghetto de Piotrków Trybunalski (Petrikau)
- ghetto de Przemyśl
- ghetto de Radom
- ghetto de Rakaŭ, aujourd'hui en Biélorussie
- ghetto de Rovno, aujourd'hui en Ukraine
- ghetto de Sambor, aujourd'hui en Ukraine
- ghetto de Siedlce
- ghetto de Slonim, théâtre d'un soulèvement ; aujourd'hui en Biélorussie
- ghetto de Sosnowiec, théâtre d'un soulèvement
- ghetto de Stanisławów (Stanislau), théâtre d'un soulèvement ; aujourd'hui en Ukraine
- ghetto de Stryï, aujourd'hui en Ukraine
- ghetto de Tarnopol, doté de camps de travail satellites, aujourd'hui en Ukraine
- ghetto de Tarnów
- ghetto de Trochenbrod (Zofiówka), aujourd'hui en Ukraine
- ghetto de Vilnius (Wilno), lieu du massacre de Poneriai, aujourd'hui en Lituanie
- ghetto de Varsovie, théâtre d'un soulèvement
- ghetto de Dziatlava, lieu des massacres de Dziatlava

### Autres pays et territoires occupés
- ghetto d'Annopol, Reichskommissariat Ukraine, aujourd'hui en Ukraine
- ghetto de Babrouïsk, administration militaire d'Union soviétique (en), aujourd'hui en Biélorussie
- ghetto de Baia Mare, Hongrie (aujourd'hui en Roumanie)
- ghetto de Baryssaw, Reichskommissariat Ostland, aujourd'hui en Biélorussie
- ghetto de Berdytchiv, Reichskommissariat Ukraine, aujourd'hui en Ukraine
- ghetto de Berezdiv (en), Reichskommissariat Ukraine, aujourd'hui en Ukraine
- ghetto de Berchad, Roumanie, aujourd'hui en Ukraine
- ghetto de Bytom (Beuthen), territoire de l'Allemagne avant-guerre, aujourd'hui en Pologne
- ghetto de Bistrița, Hongrie, aujourd'hui en Roumanie
- ghetto de Bobrynets, Reichskommissariat Ukraine, aujourd'hui en Ukraine
- ghetto de Budapest, Hongrie
- ghetto de Cehei, Hongrie, aujourd'hui en Roumanie
- ghetto de Tcherkassy, Reichskommissariat Ukraine, aujourd'hui en Ukraine
- ghetto de Tchernihiv, administration militaire d'Union soviétique, aujourd'hui en Ukraine
- ghetto de Chișinău, en Roumanie, aujourd'hui en Moldavie
- ghetto de Tchernivtsi, en Roumanie, aujourd'hui en Ukraine
- ghetto de Kolozsvár, Hongrie, aujourd'hui en Roumanie
- ghetto de Daugavpils (Dvinsk), Reichskommissariat Ostland, aujourd'hui en Lettonie
- ghetto de Debrecen, en Hongrie
- ghetto de Dej, Hongrie, aujourd'hui en Roumanie
- ghetto de Donetsk, administration militaire d'Union soviétique, aujourd'hui en Ukraine
- ghetto d'Homiel, administration militaire d'Union soviétique, aujourd'hui en Biélorussie
- ghetto de Gorodok, administration militaire d'Union soviétique, aujourd'hui en Biélorussie
- ghetto de Kalouga, administration militaire d'Union soviétique, aujourd'hui en Russie
- ghetto de Kaposvár, Hongrie
- ghetto de Karlovac, Croatie
- ghetto de Kovno, Reichskommissariat Ostland, aujourd'hui en Lituanie
- ghetto de Kharkiv, Administration militaire d'Union soviétique, aujourd'hui en Ukraine
- ghetto de Kherson, Reichskommissariat Ukraine, aujourd'hui en Ukraine
- ghetto de Klimovo (en), administration militaire d'Union soviétique, aujourd'hui en Russie
- ghetto de Klimavitchy, administration militaire d'Union soviétique, aujourd'hui en Biélorussie
- ghetto de Klintsy, administration militaire d'Union soviétique, aujourd'hui en Russie
- ghetto de Kobeliaky, Reichskommissariat Ukraine, aujourd'hui en Ukraine
- ghetto de Košice, Slovaquie
- ghetto de Liepāja, Reichskommissariat Ostland, aujourd'hui en Lettonie
- ghetto de Mátészalka, Hongrie
- ghetto de Mazyr, Reichskommissariat Ukraine, aujourd'hui en Biélorussie
- ghetto de Minsk, Reichskommissariat Ostland, aujourd'hui en Biélorussi)
- ghetto de Miskolc, Hongrie
- ghetto de Mahiliow, administration militaire d'Union soviétique, aujourd'hui en Biélorussie
- ghetto de Mohyliv-Podilskyï, Roumanie, aujourd'hui en Ukraine
- ghetto de Monastir, Bulgarie, aujourd'hui en Macédoine du Nord
- ghetto de Moukatchevo, Hongrie, aujourd'hui en Ukraine
- ghetto de Nyíregyháza, Hongrie
- ghetto d'Odessa, Roumanie, aujourd'hui en Ukraine
- ghetto d'Oleksandrivka, Reichskommissariat Ukraine, aujourd'hui en Ukraine
- ghetto d'Olyka, Reichskommissariat Ukraine, aujourd'hui en Ukraine
- ghetto d'Oradea, Hongrie, aujourd'hui en Roumanie
- ghetto d'Orcha, Reichskommissariat Ukraine, aujourd'hui en Biélorussie
- ghetto de Pochep, administration militaire d'Union soviétique, aujourd'hui en Russie
- ghetto de Polotsk, administration militaire d'Union soviétique, aujourd'hui en Biélorussie
- ghetto de Proskourov, Reichskommissariat Ukraine, aujourd'hui en Ukraine
- ghetto de Khmelnytskyï, Reichskommissariat Ostland, aujourd'hui en Biélorussie
- ghetto de Proujany, administration militaire d'Union soviétique, aujourd'hui en Ukraine
- ghetto de Pskov, administration militaire d'Union soviétique, aujourd'hui en Russie
- ghetto de Reghin, Hongrie, aujourd'hui en Roumanie
- ghetto de Riga, Reichskommissariat Ostland, aujourd'hui en Lettonie
- ghetto de Salonique, zone d'occupation allemande en Grèce, aujourd'hui en Grèce
- ghetto de Satu Mare, Hongrie, aujourd'hui en Roumanie
- ghetto de Sfântu Gheorghe, Hongrie, aujourd'hui en Roumanie
- ghetto de Chepetivka, Reichskommissariat Ukraine, aujourd'hui en Ukraine
- ghetto de Shumyachi (en), administration militaire d'Union soviétique, aujourd'hui en Russie
- ghetto de Šiauliai, Reichskommissariat Ostland, aujourd'hui en Lituanie
- ghetto de Sighetu Marmației, Hongrie (aujourd'hui en Roumanie)
- ghetto de Skvyra, Reichskommissariat Ukraine, aujourd'hui en Ukraine
- ghetto de Slavouta, Reichskommissariat Ukraine, aujourd'hui en Ukraine
- ghetto de Sloutsk, Reichskommissariat Ostland, aujourd'hui en Biélorussie
- ghetto de Smolensk, Military Administration in the Soviet Union (now Russia)
- ghetto de Snovsk, administration militaire d'Union soviétique, aujourd'hui en Ukraine
- ghetto de Starodoub, administration militaire d'Union soviétique, aujourd'hui en Russie
- ghetto de Stoline, Reichskommissariat Ostland, aujourd'hui en Biélorussie
- ghetto de Švenčionys, Reichskommissariat Ostland, aujourd'hui en Lituanie
- ghetto de Szeged, Hongrie
- ghetto de Székesfehérvár, Hongrie
- ghetto de Szombathely, Hongrie
- ghetto de Tarachtcha, Reichskommissariat Ukraine, aujourd'hui en Ukraine
- ghetto de Telšiai, Reichskommissariat Ostland, aujourd'hui en Lituanie
- Theresienstadt (camp de concentration et ghetto), protectorat de Bohême-Moravie, aujourd'hui en Tchéquie
- ghetto d'Ouman, Reichskommissariat Ukraine, aujourd'hui en Ukraine
- ghetto d'Oujhorod, Hongrie, aujourd'hui en Ukraine
- ghetto de Vinnytsia, Reichskommissariat Ukraine, aujourd'hui en Ukraine
- ghetto de Vitebsk, administration militaire d'Union soviétique, aujourd'hui en Biélorussie
- ghetto de Žagarė, Reichskommissariat Ostland, aujourd'hui en Lituanie
- ghetto de Zagreb, Croatie
- ghetto de Jytomyr Ghetto, Reichskommissariat Ukraine, aujourd'hui en Ukraine
- ghetto de Zlatopil, Reichskommissariat Ukraine, aujourd'hui en Ukraine
- ghetto de Zlynka, administration militaire d'Union soviétique, aujourd'hui en Russie

## Ghettos hors d'Europe
- ghetto de Shanghai : les Japonais forcent 16 000 personnes juives à s'installer dans ce ghetto, où elles sont souvent victimes d'attaques aériennes menées par les États-Unis ; les résidents y sont souvent privés d'eau courante, de salle de bains, de rations satisfaisantes et il est relativement courant que 30 à 40 personnes dorment dans la même pièce[6]

## Documentation
- Encyclopedia of Camps and Ghettos, 1933–1945  (in association with United States Holocaust Memorial Museum), Bloomington, Indiana University Press, 2012 (ISBN 978-0253355997)
- The Encyclopedia of Jewish Life Before and During the Holocaust, New York, New York University Press, 2001 (ISBN 978-0814793565)